# Concerto per violino e orchestra (Stravinskij)
Il Concerto per violino e orchestra in Re maggiore di Igor' Fëdorovič Stravinskij fu composto nel 1931 e appartiene al periodo neoclassico dell'autore.

## Storia
Durante un suo soggiorno a Wiesbaden nel corso di una tournée di concerti, Stravinskij fu contattato da Willy Strecker, direttore delle Edizioni Schott, che gli chiese di comporre un concerto per il giovane astro nascente del violino Samuel Dushkin. Stravinskij esitò inizialmente poiché, non essendo violinista, pensava di non essere all'altezza nell'uso della tecnica dello strumento, ma la rassicurazione che Dushkin gli avrebbe fatto da consulente durante tutta la stesura, lo convinse. Il compositore chiese consiglio anche a Paul Hindemith che, da notevole violinista quale era, lo tranquillizzò ulteriormente. L'opera fu quindi realizzata ad Isère tra il mese di maggio e il 10 giugno del 1931 sempre con l'attenta consulenza di Dushkin. La prima esecuzione avvenne il 23 ottobre 1931 a Berlino al Neues Schauspielhaus im Gendarmenmarkt con la direzione dello stesso Stravinskij e Dushkin come solista ottenendo un'ottima accoglienza. Hindemith, presente al concerto, ebbe parole di elogio per il solista, ma rimase deluso dall'esecuzione dell'orchestra.
Da questo concerto George Balanchine trasse nel 1941 un balletto dal titolo Balustrade per il Ballet Russe de Monte Carlo; dopo poche rappresentazione venne però abbandonato dal coreografo che decise poi di riutilizzarlo per il Festival Stravinsky nel 1972 con il New York City Ballet, subito dopo la morte del compositore come tributo alla memoria.

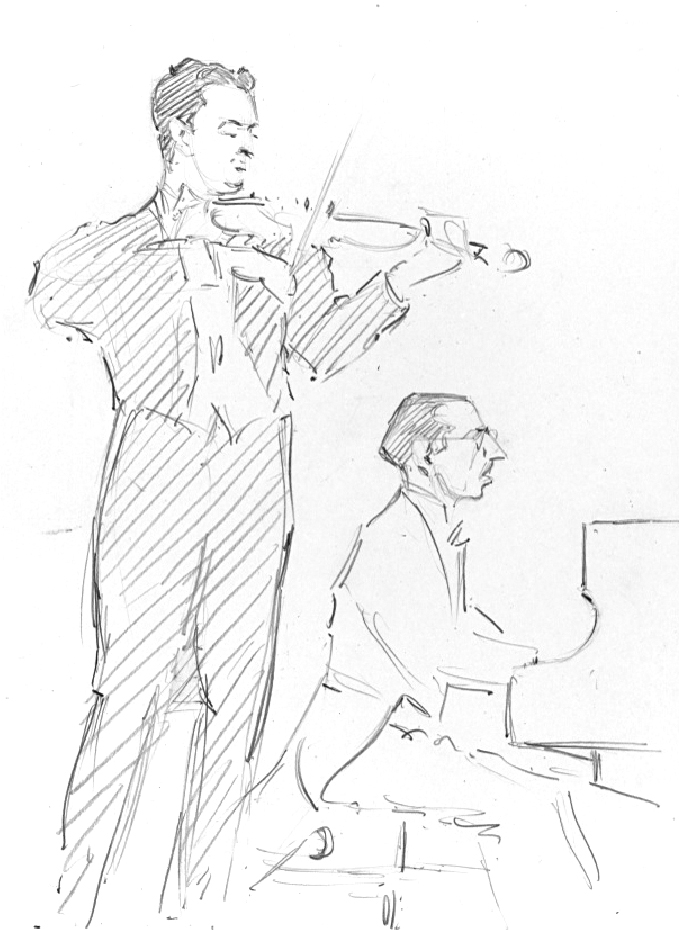
Igor Stravinskij e Samuel Dushkin. Ritratto a matita di Hilda Wiener, 1930

## Analisi
Stravinskij realizzò questo lavoro in modo assolutamente libero e fuori dagli schemi. Il concerto si articola non in tre ma in quattro movimenti. Nel primo movimento, Toccata, il violino è protagonista con ampi fraseggi che riportano ad un virtuosismo quasi di maniera. I due movimenti centrali, Aria I e Aria II, ritornano ad una musica più calma, melodiosa e cantabile dove l'influsso di musicisti come Bach e Čajkovskij affiora con evidenza; più che un nostalgico abbandono alla musica del passato, possiamo qui parlare di musica al quadrato poiché Stravinskij rielabora aspetti musicali anche prettamente romantici sempre con un certo distacco ed un velo di ironia. L'ultimo movimento, Capriccio, indica nel nome stesso il carattere assolutamente libero della composizione in cui il violino esegue giochi musicali di brillante concezione dialogando con l'orchestra e, a metà del movimento, col primo violino, realizzando un notevole duetto.

## Organico
Violino solista. Orchestra: due flauti, ottavino, due oboi, corno inglese, tre clarinetti, tre fagotti, controfagotto, quattro corni, tre trombe, tre tromboni, basso tuba, timpani, grancassa, archi.